# Northerly Island
Northerly Island (en français « l'île Northerly ») est une péninsule artificielle et un parc public d'environ 48 hectares situé à Chicago, dans l'État de l'Illinois, aux États-Unis. Northerly Island est bordée par le lac Michigan et fait partie du secteur de Near South Side (Downtown Chicago).
Le site du planétarium Adler (Adler Planetarium), situé dans l'angle nord-est de Northerly Island est relié au continent par un isthme, le long de la Solidarity Drive dominée par des sculptures néo-classiques de Kościuszko, Havlicek et Copernic. Avec la démolition de l'aéroport de Meigs Field en 2003, le site fut reconverti en parc public et fait aujourd'hui partie du Museum Campus. Une salle de concert temporaire, le FirstMerit Bank Pavilion occupe l'emplacement de l'ancien aéroport.

## Histoire
L'idée de projet de Notherly Island commença avec le Plan de Chicago de 1909 conduit par les architectes paysagistes et urbanistes Daniel Burnham et Edward H. Bennett, qui soumirent la proposition de créer un nouvel espace vert en bordure du lac Michigan. Ils choisirent Notherly Island comme emplacement potentiel étant donné sa situation à l'extrémité nord d'une chaîne de cinq îles entre Jackson Park et la 12th Street. Comme indiqué par la couleur verte sur le plan d'origine, l'île fut plantée d'arbres pour le plaisir des visiteurs. Les travaux sur l'île commencèrent en 1920 lorsque les électeurs de Chicago approuvèrent le budget de 20 millions de dollars que la ville de Chicago souhaita investir dans ce projet de création de Notherly Island. La construction s'acheva en 1925.
En 1930, l'Adler Planetarium fut construit et devint le plus grand planétarium des États-Unis. Entre 1933 et 1934, l'île se retrouva au cœur des festivités avec l'Exposition universelle de 1933 (Century of Progress) qui s'y déroula.
En 1935, l'éditeur local Merrill C. Meigs recommanda à la ville de Chicago de reconvertir Notherly Island en un aéroport afin de relancer l'économie locale, mais la construction ne commença qu'à partir de 1946 lorsque la municipalité perdit une enchère concernant le siège de l'Organisation des Nations unies (ONU) qui initialement devait se trouver sur l'île. À la demande des parlementaires américains, il fut finalement construit dans l'arrondissement de Manhattan à New York.
En 1938, l'administration fut chargée de gérer la Century of Progress et proposa de relier l'île au continent par un pont au niveau de la 12e rue. La même année, le Chicago Park District rejeta l'idée de faire ériger un pont et fit construire une chaussée reliant l'île à Burnham Park.
Durant cette période, Notherly Island comprenait des sentiers, des passerelles et posséda une plage à hauteur de la 12e rue. Bien que le maire de Chicago Richard J. Daley proposa officiellement de transformer l'aéroport de Meigs Field en un parc au bord du lac, l'aéroport ne ferma qu'en 1996. Son fils, le maire de Chicago Richard M. Daley qui promit l'ouverture de l'aéroport jusqu'en 2006, se rétracta et fit détruire les pistes de Meigs Field au milieu de la nuit, en 2003, prétendument au nom de la sécurité intérieure. Des plans récents virent le jour dans le but d'étendre le Museum Campus et de reconvertir le reste de la zone en un espace vert.

## Aujourd'hui
À ce jour, la vision de l'architecte Daniel Burnham est désormais une réalité. Avec les herbes sauvages des prairies, des beaux sentiers parsemés d'arbres, des aires de jeux et une vue spectaculaire sur le panorama de la ville de Chicago et de ses gratte-ciel. La réserve naturelle de Northerly Island a pour but de revitaliser l'environnement qui s'y trouvait à l'origine. Le nouveau parc abrite désormais des oiseaux migrateurs et une faune naturelle. Pour protéger ses nouveaux habitants, les chiens ne sont pas admis dans le parc. Le kilomètre de chemins pavés n'est pas éclairé afin de créer un environnement aussi naturel que possible.
Le parc abrite une grande partie de la faune naturelle de l'Illinois, notamment des papillons monarques et des hérons. Le lagon de 5 acres du parc accueille de nombreuses espèces animales. Pour rendre le parc aussi accueillant que possible pour ces animaux, plus de 11 000 arbustes et 400 arbres ont été plantés par la ville de Chicago. Northerly Island est devenu l'un des poumons de Downtown Chicago.

## Événements et activités
Le 26 septembre 2015, les cérémonies de clôture de la deuxième édition annuelle du Great Chicago Fire Festival se sont déroulées sur Northerly Island après que le festival ait été déplacé de son emplacement d'origine sur le Chicago Riverfront en 2014. Cet événement est organisé par le Redmoon Theater en collaboration avec la ville de Chicago et le Chicago Park District et vise à commémorer le Grand incendie de Chicago qui eut lieu en 1871. La cérémonie de clôture comprend un spectacle appelé la « GRIT House », des concessions alimentaires, des scènes de spectacle et un feu d'artifice final dramatique, entre autres choses.
Le Chicago Park District organise de nombreux événements sur Northerly Island afin de permettre aux visiteurs et aux familles de profiter de l'espace naturel que le parc a à offrir.

## Galerie d'images

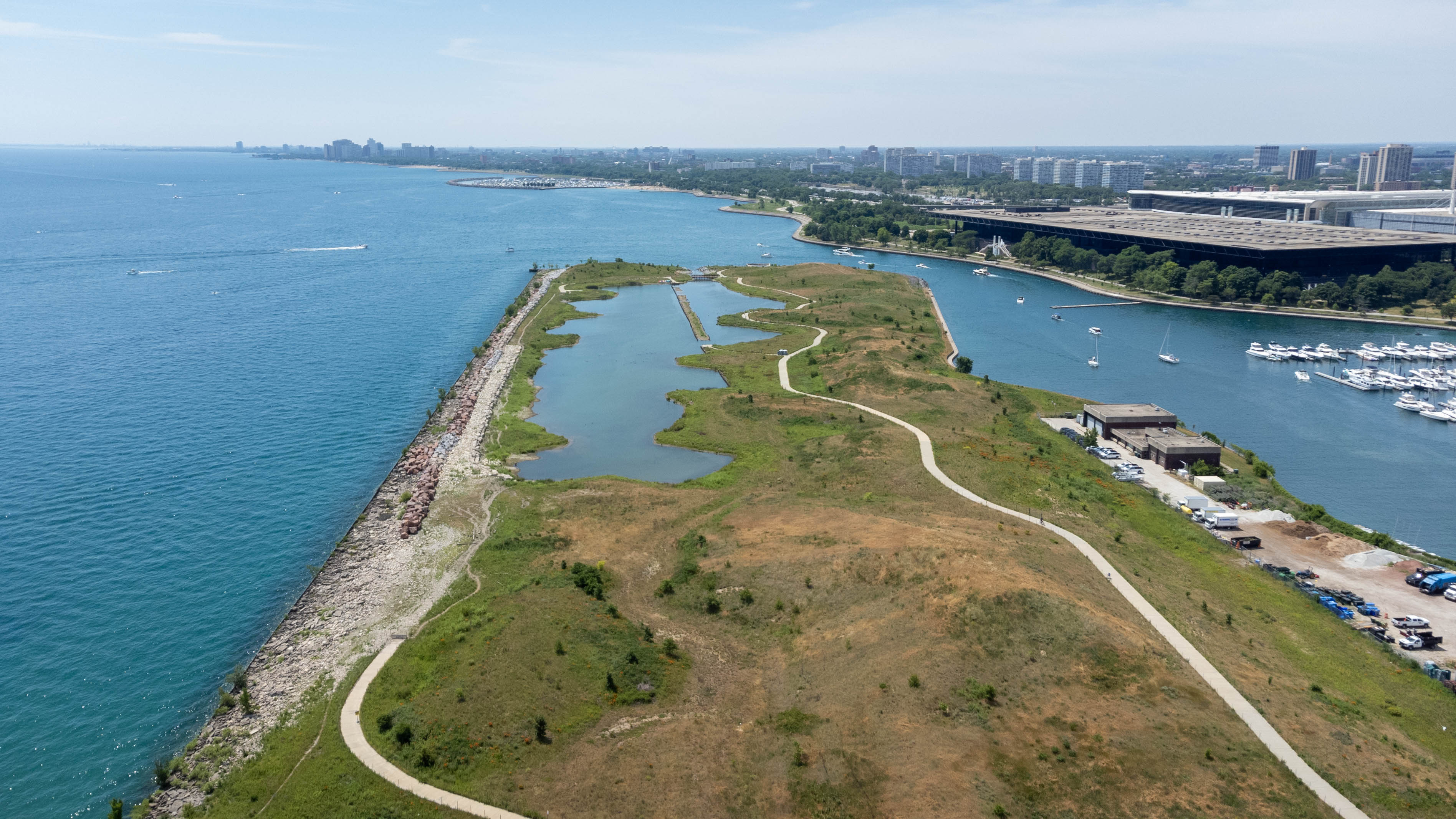
Moitié sud de Northerly Island.
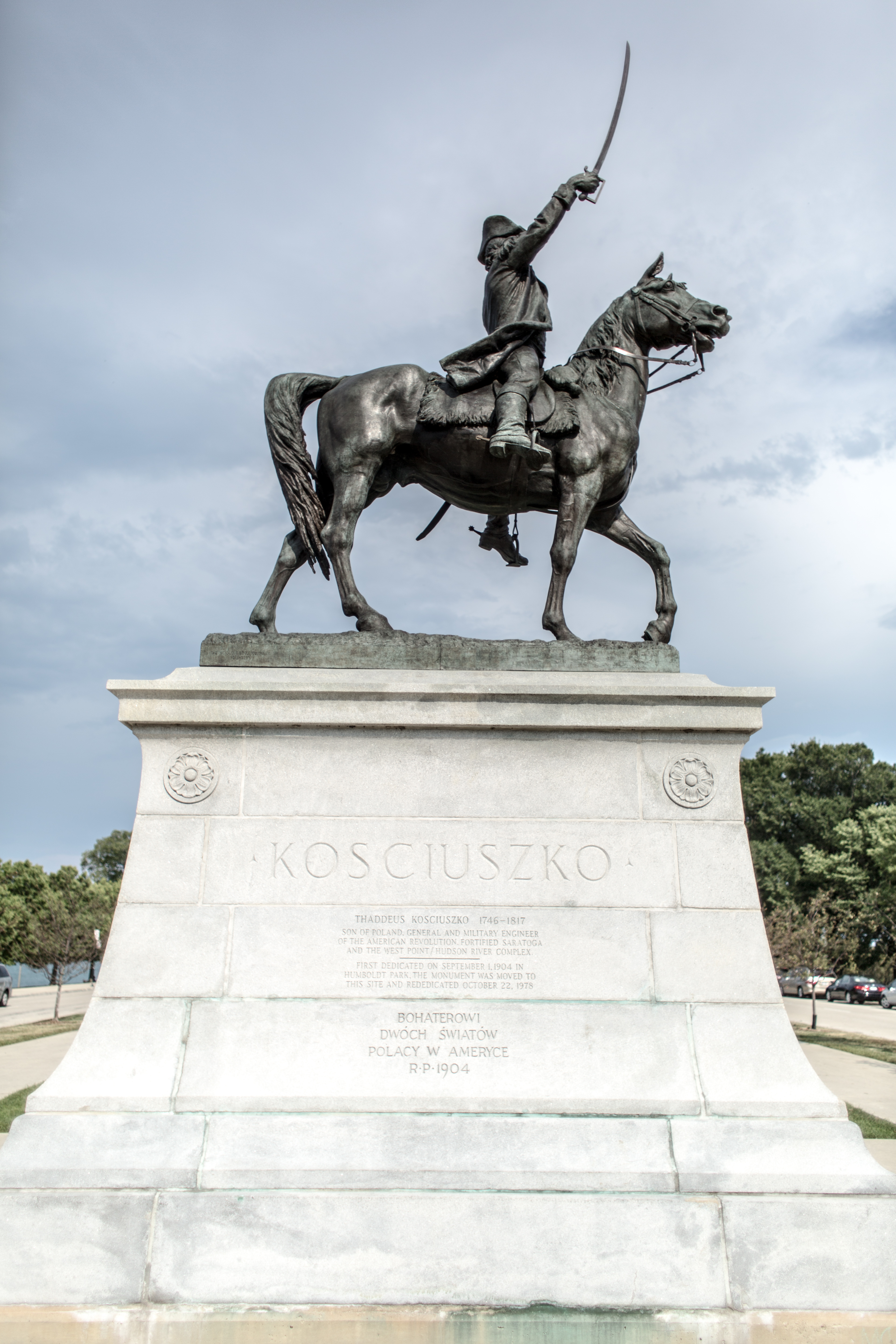
Statue de l'officier Kościuszko.
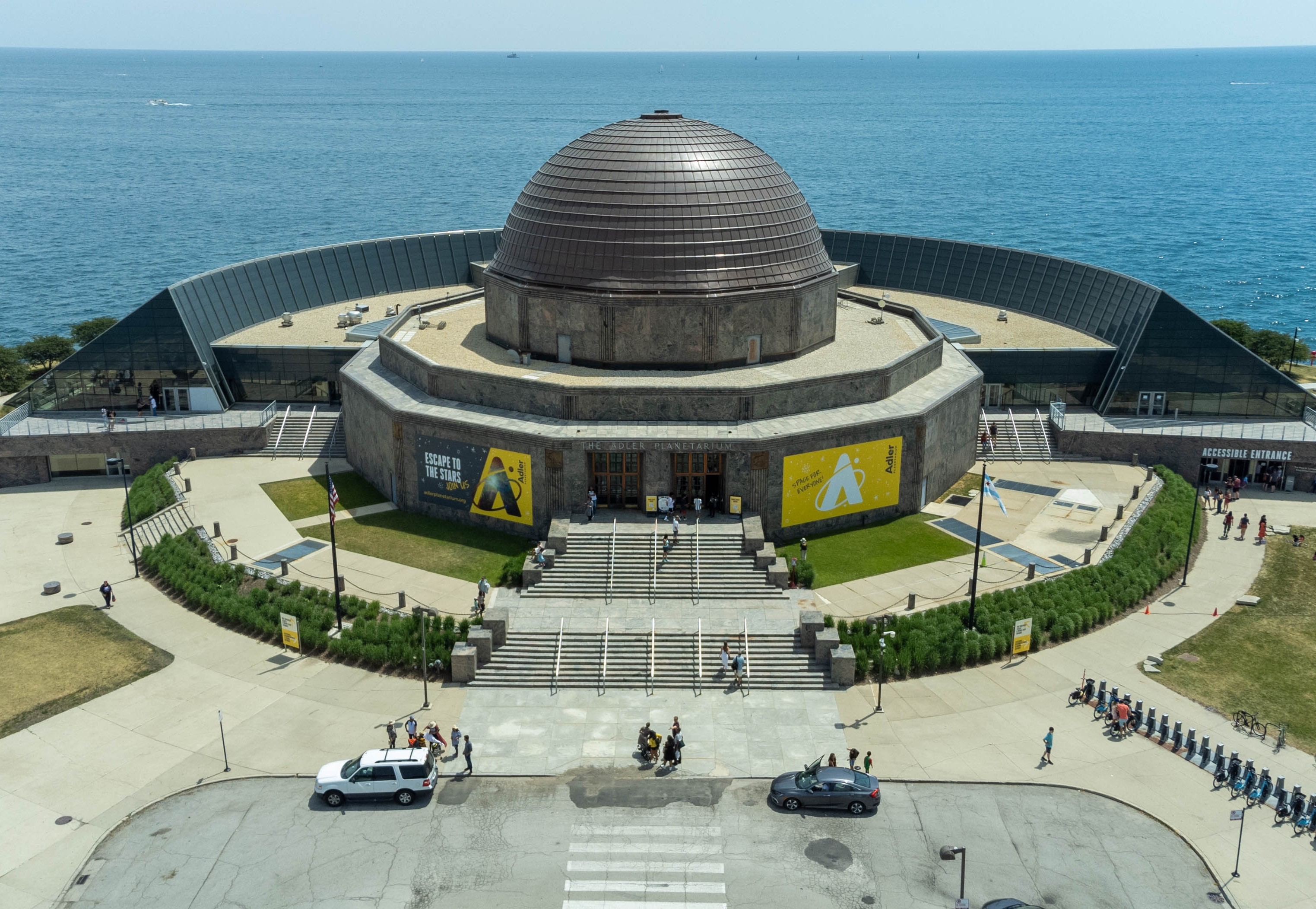
Le planétarium Adler, au nord-est de Northerly Island.
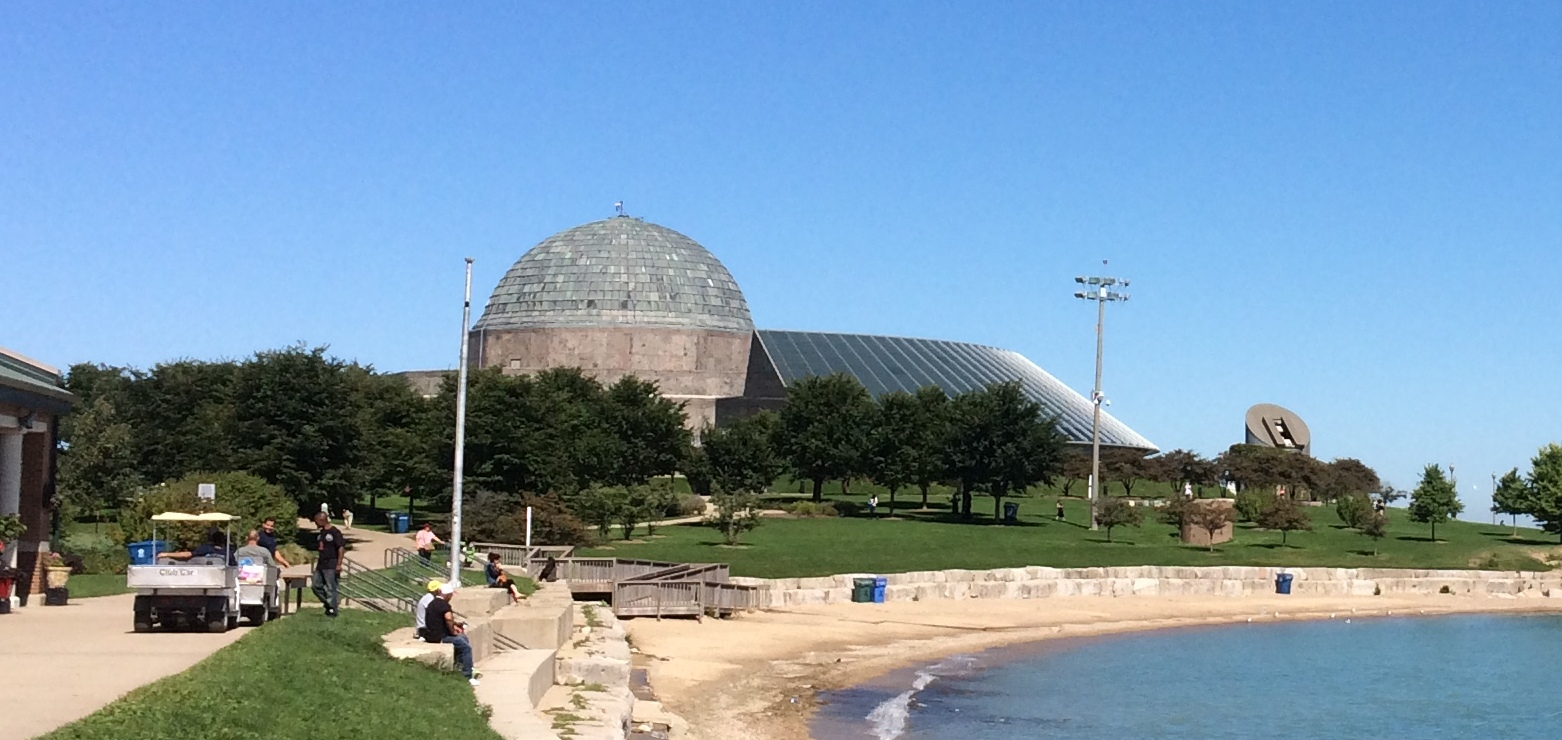
Vue sur le dôme du planétarium Adler depuis la 12th Street Beach.